# Булацель, Иван Михайлович
Иван Михайлович Булацель (1846—1918) — русский драматург, журналист.

## Биография
Родился в селе Марьяновка Перекопского уезда Таврической губернии. Из дворян Херсонской губернии.
Окончил в Одессе юридическое отделение Ришельевского лицея (1864). В том же году выдержал экзамен при Павловском военном училище. Принят на службу унтер-офицером, затем юнкером Белорусского гусарского полка, 4-го Несвижского гренадёрского полка. Переведён рядовым (с правом выслуги) в лейб-гвардейский Финляндский полк (1868). Произведён в прапорщики (1870). Вышел в отставку (1871). Вскоре занял место мирового судьи в г. Елисаветграде Херсонской губернии. Уехал в Сербию добровольцем (1876). После начала русско-турецкой войны (1877―1878) вступил в ряды болгарского ополчения. После ранения (до 1882) состоял парижским корреспондентом газеты «Голос». Вернувшись в Россию, посвятил себя литературной деятельности (1882―1885). Вернулся на военную службу ― поручик 2-го Закаспийского железнодорожного батальона (1885―1888). Вышел в отставку (1888).
В 1870 году начал печататься в газете «Санкт-Петербургские ведомости»: мелкие заметки об артистической жизни. Позднее в «Новостях и биржевой газете» вёл отдел «Театральный обозор» (1880―1884); в газетах «Русская жизнь», журналах «Нива» и «Россия» (1890-е) помещал фельетоны на житейские темы, рассказы, очерки, рецензии; в журнале «Заноза» (1905―1906) печатал драматические сценки, пародии, подписи к карикатурам о событиях русско-японской войны (1904―1905). С 1879 года выступал как драматург: около 40 оригинальных и переводных пьес, в основном одноактных комедий. Некоторые из них не раз шли на казённых столичных сценах и в провинции, в том числе «По гнёздышку и птичка» (1882; 3-е издание ― 1897), «Жизнь за мгновение» (1883; 2-е издание ― 1889), «Если женщина решила, то поставит на своём» (1883; 4-е издание ― 1897). В 1897 году издал сборник «Театр», объединивший двенадцать одноактных водевилей и мелодрам, пользовавшихся успехом у зрителей «благодаря своему лёгкому характеру». В начале 1900-х гг. Булацель ― завсегдатай одного из известных литературно-артистических кафе Петербурга «Капернаум». Булацель располагал к себе добротой, отзывчивостью, бескорыстием. Был близок с Ф. Ф. Фидлером и А. А. Коринфским.
Скончался 13 апреля 1918 года.